# Gregorio Martínez Navarro

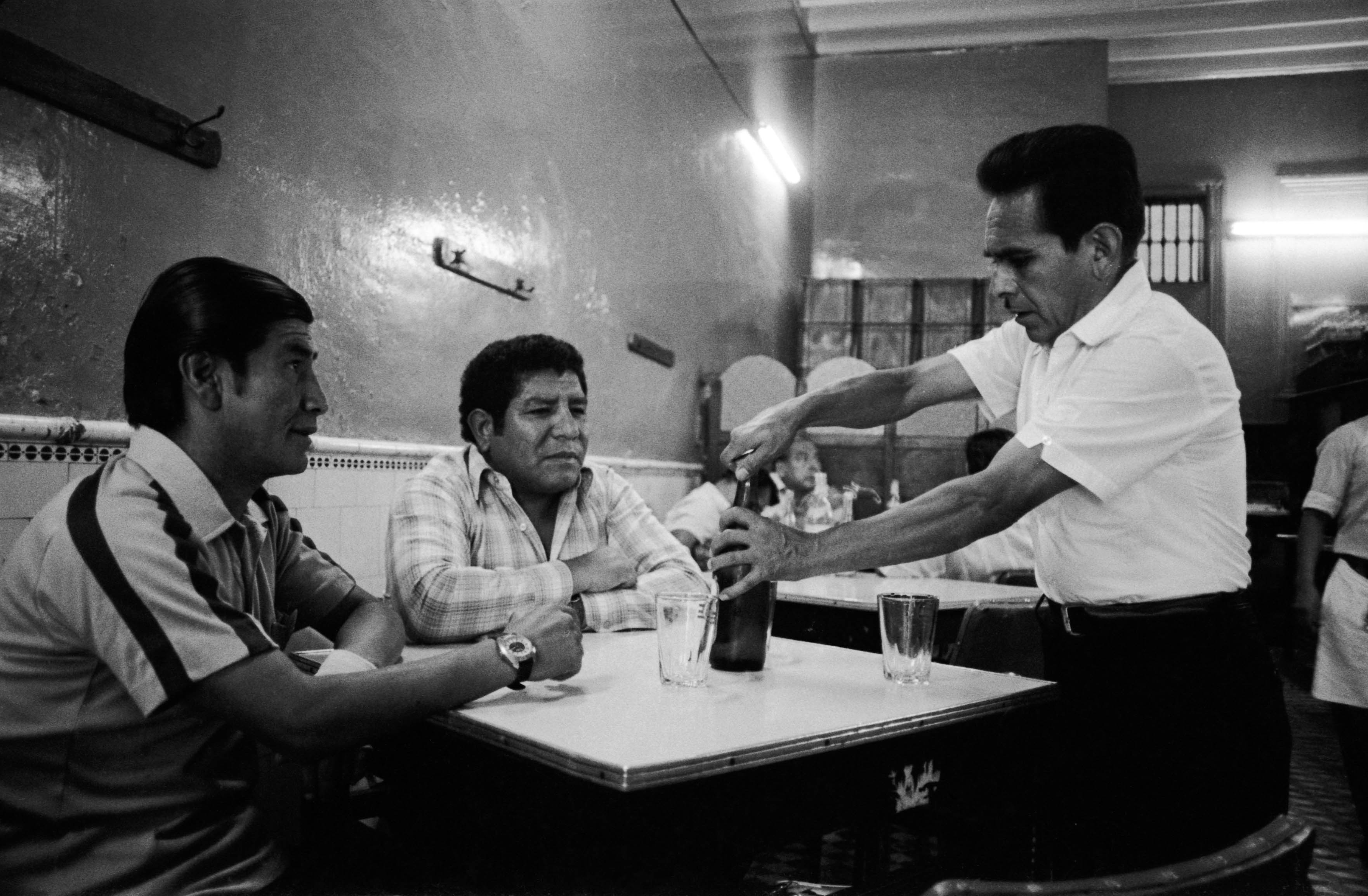
Gregorio Martínez (derecha) junto al poeta Cesario Martínez (izquierda) ambos sentados.

Gregorio Martínez Navarro (Coyungo, Nasca, 12 de marzo de 1942-Virginia, 7 de agosto de 2017) fue un escritor peruano, uno de los más destacados representantes de la narrativa afroperuana contemporánea. 
Las ficciones de Gregorio Martínez se desarrollan por lo general en la costa sur peruana —en especial, el pueblo de Coyungo y sus alrededores— y tienen como protagonistas a campesinos afroperuanos. Dentro de su obra narrativa el autor trata de captar la riqueza del lenguaje oral de los negros de la costa sur del Perú.
Fue autor de los libros de cuentos Tierra de caléndula (1975), La gloria del piturrín y otros embrujos del amor (1985), Biblia de guarango (2001) y Cuatro cuentos eróticos de Acarí, y de la recopilación de ensayos y artículos periodísticos Libro de los espejos (2004). 
Lo más destacado de su producción, sin embargo, son las novelas Canto de sirena (1977) y Crónica de músicos y diablos (1991). En Canto de sirena expone sus reflexiones sobre la vida y narra sus aventuras amorosas un anciano negro, Candelario Navarro. A pesar de ser Candelario Navarro un personaje real, Canto de sirena se relaciona genéricamente con la llamada novela-testimonio, de la que puede ser un ejemplo Biografía de un cimarrón, del cubano Miguel Barnet. 
La novela de Gregorio Martínez se ha relacionado también con Matalaché (1928), del autor afroperuano Enrique López Albújar. Crónica de músicos y diablos, su segunda novela, relata los viajes de una familia de músicos negros peruanos, los Guzmán, y la historia de los negros cimarrones de Huachipa.
Falleció el 7 de agosto de 2017, en Virginia, Estados Unidos; lugar donde residía.

## Obras de Gregorio Martínez Navarro
- Tierra de caléndula (1975, Cuentos)
- Canto de sirena (1977, Novela)
- La gloria del piturrín y otros embrujos del amor (1985, Cuentos)
- Crónica de músicos y diablos (1991, Novela)
- Biblia de guarango (2001)
- Cuatro cuentos eróticos de Acarí (2004, Cuentos)
- Libro de los espejos. 7 ensayos a filo de catre (2004, Ensayos)
- Diccionario Abracadabra. Ensayos de abecechedario (2009, Ensayos)
- Mero listado de palabras (2015, Artículos periodísticos)
- Embrujos y otros filtros de amor (2015)
- Pájaro pinto. Orígenes (2018)
- Pájaro pinto. Canícula (2018)